# Chippenham
Pour les articles homonymes, voir Chippenham (homonymie).
Chippenham est une ville britannique du Wiltshire, en Angleterre, située à une vingtaine de kilomètres à l'est de Bath. Au moment du recensement de 2011, sa population est de 45 337 habitants. La population de la ville fait un bond avec l'arrivée du chemin de fer (Great Western Railway) en 1841. Elle est aujourd'hui considérée comme une ville dortoir.

## Histoire

### Toponymie
La Chronique anglo-saxonne enregistre la ville sous le nom de Cippanhamme : cela pourrait faire référence à Cippa qui avait son Hamm, un enclos dans une prairie de rivière. Une autre théorie suggère que le nom est dérivé du mot anglo-saxon ceap, qui signifie marché. Le nom est enregistré sous différents noms : Cippanhamm (878), Cepen (1042), Cheppeham (1155), Chippenham (1227), Shippenham (1319) et Chippyngham (1541). Dans la carte du Wiltshire de John Speed (1611), le nom est orthographié à la fois "Chippenham" (pour la centaine) et "Chipnam" (pour la ville). (Il existe un autre Chippenham, dans le Cambridgeshire, ainsi que Cippenham, dans le Berkshire, près de Slough). Du port de Chapman. Il pourrait partager la toponymie avec Copenhague (København - "Market harbour". Ancien nom : Køpmannæhafn, "Chapman's Harbour"). En suédois, Köpenhamn (prononcé "Shopenham"). En norvégien, Kjøpenhavn (prononcé "Shiopenhavn").

### Les premiers établissements
On pense qu'il y a eu des établissements dans la région de Chippenham avant l'époque romaine. Des vestiges d'établissements romano-britanniques sont visibles dans le mur situé derrière l'ancienne cour des magistrats et les récents réaménagements de la ville ont mis en évidence d'autres preuves d'établissements précoces.

### Début du Moyen Âge
La ville (sans compter les villages romains qui se trouvent aujourd'hui à l'intérieur de ses limites) aurait été fondée par les Anglo-Saxons vers 600 apr. J.-C. En 853, Æthelswith (sœur d'Alfred le Grand) épousa le roi Burgred de Mercia à Chippenham. Alfred était alors un garçon de quatre ans et le mariage eut lieu sur le site de l'église St Andrew. Selon l'ouvrage Life of King Alfred de l'évêque Asser, Chippenham était, sous le règne d'Alfred, un village royal; les historiens ont également avancé, du fait de sa proximité avec les forêts royales de Melksham et Barden, qu'il s'agissait probablement d'un pavillon de chasse. La fille d'Alfred s'est également mariée à Chippenham.
Les Vikings danois ont assiégé avec succès Chippenham en 878. Plus tard dans l'année, lors de la bataille d'Ethandun, Alfred a vaincu de manière décisive les Danois, dont les forces se sont ensuite rendues à Alfred à Chippenham (marquant ainsi l'établissement du Danelaw).
En 1042, le holding royal de Chippenham fait mention d'une église. Le Domesday Book répertorie Chippenham sous le nom de "Cepen", avec une population de 600 à 700 habitants en 1086.

### Haut et bas Moyen Âge
À l'époque normande, les propriétés royales ont été séparées en manoirs de Sheldon, Rowden et Lowden. Les archives montrent que la ville s'est étendue à Langstret (aujourd'hui le Causeway) à partir de 1245, et à partir de 1406 au Newstret (aujourd'hui le quartier de New Road). Tout au long de cette période, Chippenham a continué à avoir un marché florissant dans le centre-ville.
L'A4 qui traverse Chippenham incorpore des parties du réseau routier médiéval du XIVe siècle qui reliait Londres à Bristol. Il s'agissait d'une route importante pour le commerce des tissus anglais, et son entretien était donc financé en partie par les marchands de tissus de Bristol.
Chippenham a été représentée au Parlement d'Angleterre à partir de 1295, et la reine Mary a accordé à la ville une charte d'incorporation en 1554.
L'analyse du bois utilisé pour construire le Yelde Hall indique que la halle du marché a été construite vers 1450. Les Shambles et Buttercross ont été construits après 1570. Les Shambles ont été détruits dans un incendie en 1856 mais le Yelde Hall a survécu.
La paroisse de Chippenham Without englobe le village médiéval déserté de Sheldon, dévasté par la peste ; il ne reste aujourd'hui que le manoir de Sheldon, le plus ancien manoir habité du Wiltshire, datant de 1282.

### DuXVIeauXVIIIesiècle
L'industrie de la laine a pris son essor au XVIe siècle, en partie grâce à la rivière. La peste a durement touché la ville en 1611 et 1636. Cette épidémie, une récession de l'industrie lainière et une baisse de la production de maïs en 1622 et 1623, ont causé d'énormes difficultés à la population de la ville. Le commerce du tissu a connu d'autres problèmes pendant la guerre civile anglaise en raison d'une proclamation royaliste qui interdisait la vente de tissu à Londres, contrôlée par les parlementaires.
En 1747, un scandale de pots-de-vin et de corruption (impliquant deux membres du parlement de Chippenham) a entraîné la chute du gouvernement de Sir Robert Walpole.

### XIXeetXXesiècles
Un embranchement du canal Wilts & Berks vers Chippenham a été construit en 1798, se terminant à un quai de Timber Street près de la place du marché ; la principale marchandise commercialisée était le charbon. Le site du quai est aujourd'hui la gare routière de la ville, et une partie de Pewsham Way suit la ligne de l'embranchement. Le Great Western Railway est arrivé à Chippenham en 1841, et a attiré à son tour de nombreuses nouvelles entreprises. L'arrivée de ces entreprises a nécessité de nouveaux logements, ce qui a conduit à l'expansion de la ville sur des terrains situés au nord de la voie ferrée, ce qui a entraîné la croissance d'autres industries pour soutenir les travaux de construction.
L'arrivée du chemin de fer a favorisé la croissance des entreprises agricoles industrielles. Au milieu du XIXe siècle, Chippenham était un centre important de production de produits laitiers et de jambon, ce qui a conduit, plus tard, Nestlé et Matteson à avoir des usines dans le centre-ville. Le chemin de fer a également entraîné le développement de travaux d'ingénierie ferroviaire à Chippenham : la première de ces entreprises était Roland Brotherhood en 1842. Diverses entreprises ont ensuite repris une partie ou la totalité des activités sur le site, jusqu'à ce qu'en 1935, Westinghouse Brake and Signal Company Ltd prenne le contrôle total du site. La partie signalisation de l'entreprise reste sur le site de Chippenham et appartient maintenant à Siemens Rail Automation Group ; l'activité freins a été reprise par la société allemande Knorr-Bremse, et se trouve à Melksham, non loin de là.
Le 17 avril 1960, les chanteurs américains Eddie Cochran et Gene Vincent, ainsi que l'auteur-compositeur Sharon Sheeley, sont impliqués dans un accident de voiture à Chippenham, à Rowden Hill. Cochran est décédé des suites de ses blessures et une plaque commémorative a été érigée près du site.
Le 13 février 1998, deux bombes non explosées datant de la Seconde Guerre mondiale ont été découvertes dans le champ derrière Hardens Mead pendant les préparatifs de la construction de l'école Abbeyfield. Environ 1 100 résidents de l'est de Chippenham ont dû être évacués pendant deux nuits jusqu'à ce que l'armée procède à une explosion contrôlée. L'armée a d'abord essayé de désamorcer le plus gros engin de 750 kg, mais il a été décidé qu'en raison de l'orientation de la bombe dans le sol, ce serait trop dangereux.

## Jumelages
- La Flèche (France)
- Friedberg (Allemagne)

## Personnalités liées à la commune
- Le travailliste Jeremy Corbyn y naît en 1949.